# 青倉駅
青倉駅（あおくらえき）は、兵庫県朝来市物部字前田にある、西日本旅客鉄道（JR西日本）播但線の駅である。

## 歴史
- 1934年（昭和9年）8月10日：鉄道省播但線新井駅 - 竹田駅間に新設[2]。旅客・小手荷物のみ取扱[2]。
- 1949年（昭和24年）9月15日：貨物取扱開始[3]。
- 1960年（昭和35年）12月15日：貨物取扱廃止[4]。
- 1973年（昭和48年）4月1日：荷物扱い廃止[5]、無人駅化[6]。
- 1987年（昭和62年）4月1日：国鉄分割民営化に伴い、JR西日本の駅となる[4]。
- 1999年（平成11年）2月：駅舎改築[1]。
- 2022年（令和4年）
  - 6月1日：管理駅が福崎駅から豊岡駅に変更。
  - 10月1日：組織改正に伴い、近畿統括本部福知山管理部管轄となる。

## 駅構造
和田山方面に向かって左側に単式ホーム1面1線を有する地上駅。豊岡駅管理の無人駅。ホーム入口付近に待合所程度の簡易駅舎があるのみ。播但線の途中駅では唯一交換設備が無い棒線構造のため、同一ホームに和田山方面行と寺前方面行双方が発着する。
なお、当駅では、2019年7月現在ICOCA等のICカード乗車券への対応予定は無い。トイレがある。

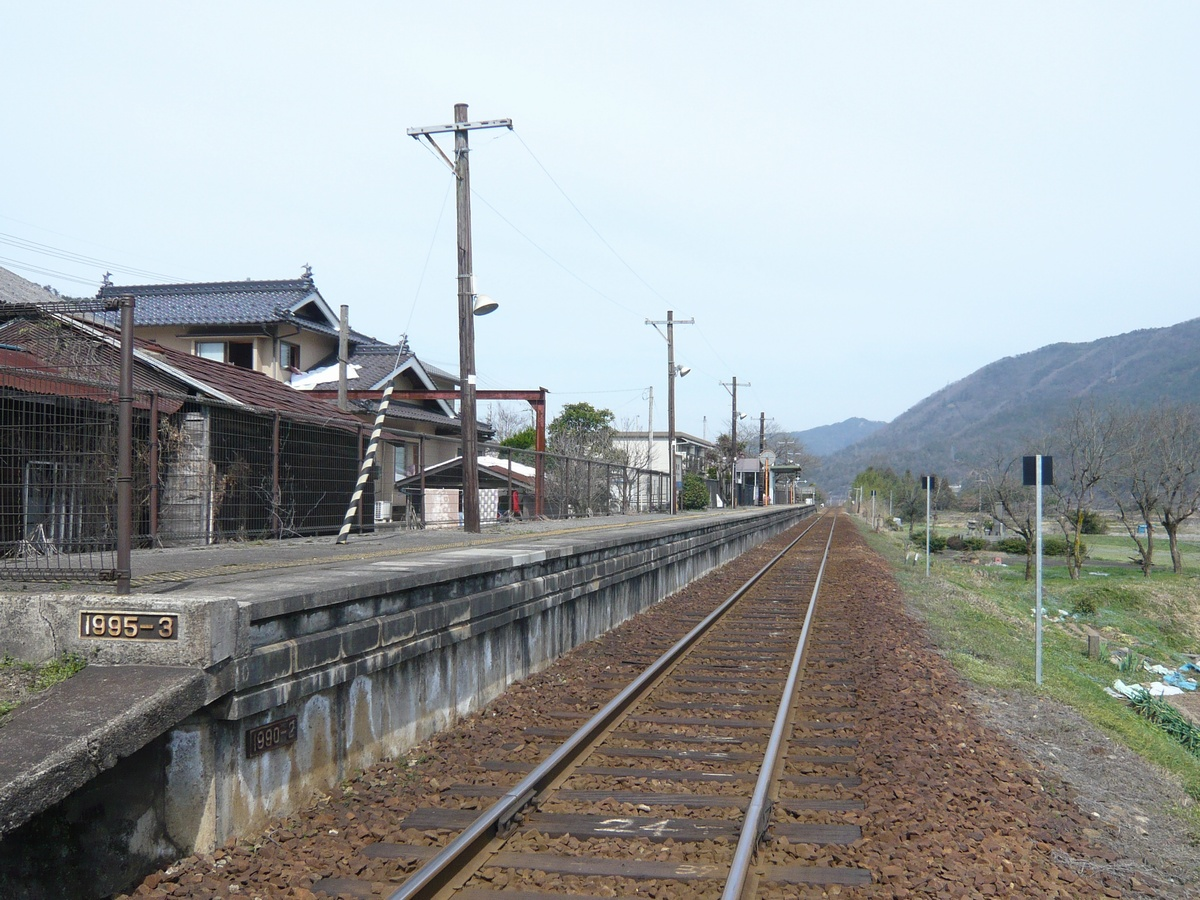
ホーム（新井側より望む）
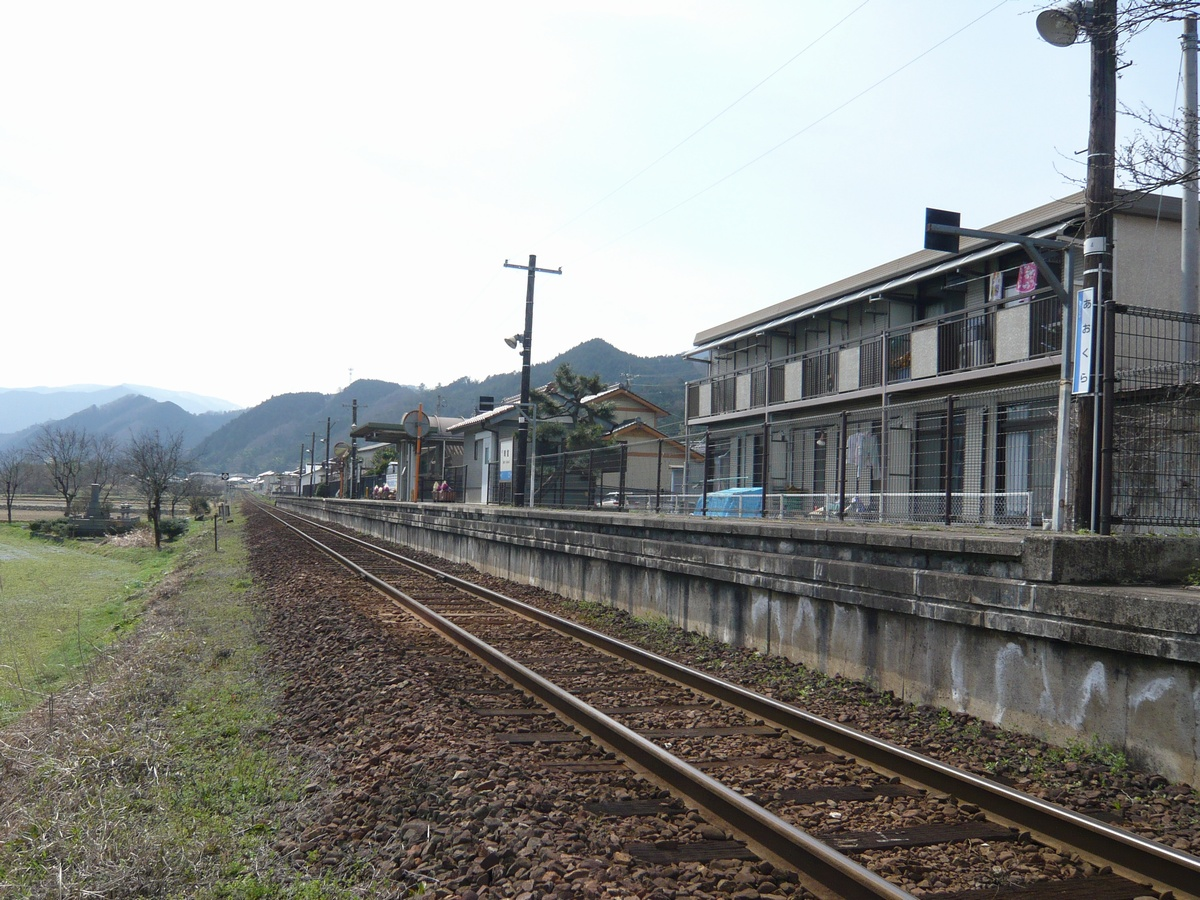
ホーム（竹田側より望む）

## 利用状況
近年の1日平均乗車人員の推移は以下の通り。
| 年度   | 1日平均 乗車人員 |
| ------ | ---------------- |
| 1999年 | 88               |
| 2000年 | 94               |
| 2001年 | 93               |
| 2002年 | 83               |
| 2003年 | 82               |
| 2004年 | 66               |
| 2005年 | 71               |
| 2006年 | 68               |
| 2007年 | 64               |
| 2008年 | 64               |
| 2009年 | 62               |
| 2010年 | 54               |
| 2011年 | 52               |
| 2012年 | 43               |
| 2013年 | 43               |
| 2014年 | 45               |
| 2015年 | 52               |
| 2016年 | 52               |
| 2019年 | 67               |
| 2020年 | 50               |
| 2021年 | 41               |

## 駅周辺
- 青倉神社[1]
- クラインガルテン伊由の郷

## バス路線
全但バス
- 特急バス 大阪 - 浜坂駅・湯村温泉、神戸 - 城崎温泉
- 山口・生野駅裏・建屋
- 和田山駅・八鹿駅

## 隣の駅
西日本旅客鉄道（JR西日本）
 播但線
新井駅 - 青倉駅 - 竹田駅